# Walplein

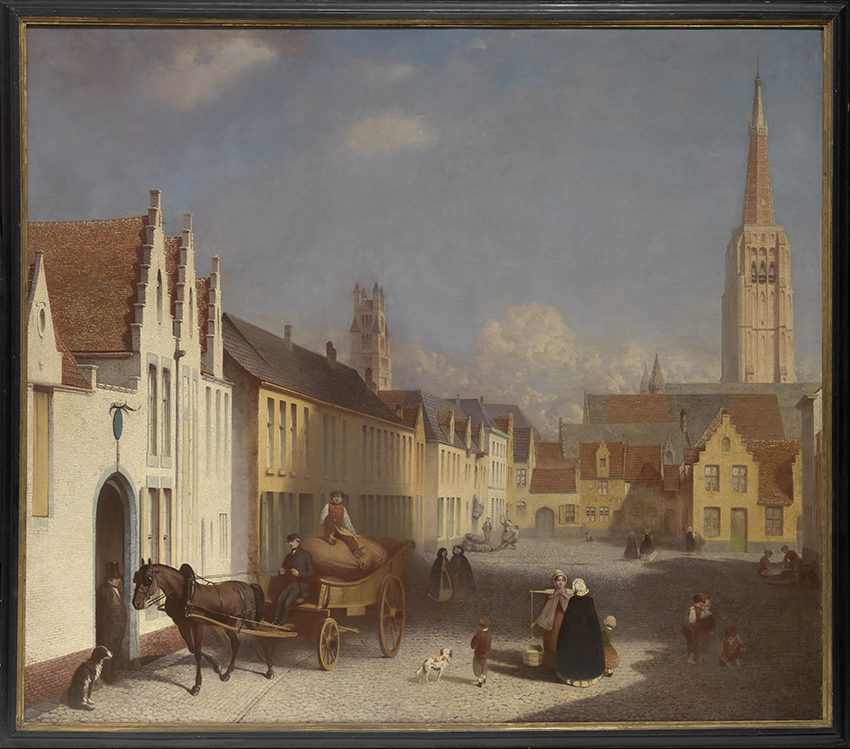
Het Walplein, tweede helft 19de eeuw (Groeningemuseum).

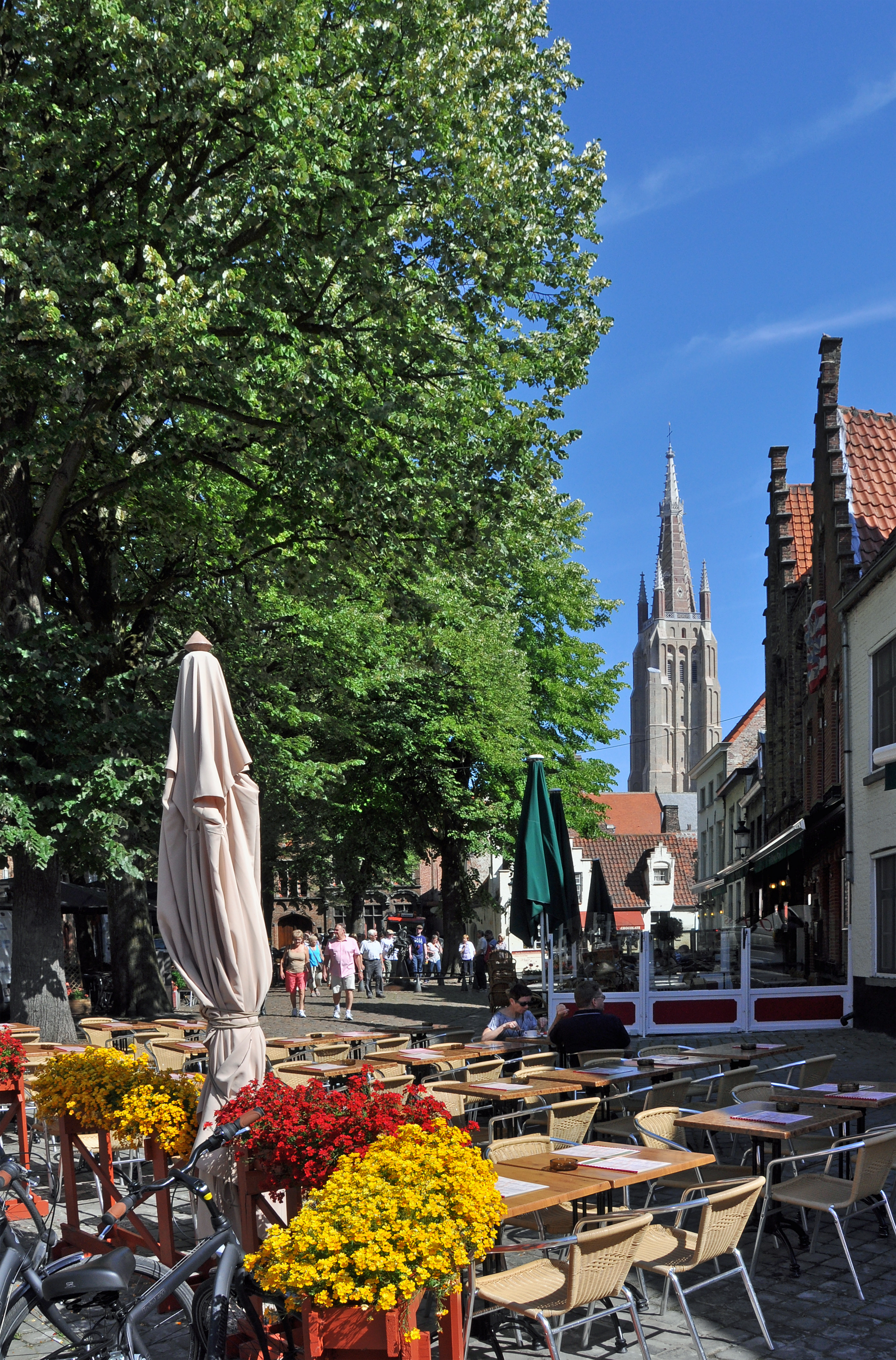
Zuidelijk deel van het Walplein

Het Walplein is een plein in het centrum van Brugge.

## Beschrijving
Het zou volgens de meest gangbare opvatting zijn naam te danken hebben aan de nabijheid van de eerste omwalling van de stad, die in 1127 aangelegd werd. Op de meeste afdrukken van het Brugse stadsplan getekend door Marcus Gerards, gegraveerd in het jaar 1562, wordt het evenwel "Waals Plein" genoemd, wat sommigen heeft doen veronderstellen dat de Franstalige handelaars (Walen en Fransen) er samenkwamen om handel te drijven. Deze veronderstelling is onjuist. De toevoeging van straatnamen en legenden op het plan van Gerards gebeurde pas in de 18e eeuw en is niet betrouwbaar.
In de 19e eeuw werd het plein onder meer gekenmerkt door de aanwezigheid van leerlooierijen en blauwververijen. Het bevindt zich thans op de toeristische wandelroute van het Begijnhof via het Memlingmuseum naar het Groeningemuseum en de Burg. Het is dan ook een drukke toeristische doorgangs- en pleisterplaats. De bomen, die in belangrijke mate mede het karakter van de plek bepalen, werden pas in 1903 aangeplant. In 1982 werd het Walplein heraangelegd en werd er een bronzen beeldhouwwerk van de West-Vlaamse kunstenaar Jef Claerhout geplaatst.
Aan het plein en in de buurt hebben ook steeds, en dit minstens sinds de 16e eeuw, brouwerijen gestaan. Op vandaag treft men er de enige nog actieve brouwerij van de binnenstad aan: brouwerij 'De Halve Maan' werd gesticht in 1856 en wordt thans geleid door de zesde generatie van de stichtersfamilie. Tegenwoordig worden er de bieren Brugse Zot en Straffe Hendrik gebrouwen.
Het godshuis 'Le Maire' bevindt zich eveneens aan het Walplein. Het werd in 1910 gesticht in een verbouwd 17e-eeuws pakhuis, waar aan de tuinzijde ook nog enkele huisjes en een kleine kapel bijgebouwd werden.